# Horno escalonado multicámara
El Horno escalonado multicámara (japonés: 連房式登窯  Renbō-shiki nobori-gama) es un tipo de horno de alfarería con varias cámaras 
conectadas entre sí y construidas en un terreno inclinado, donde una cámara queda así más elevada que su inmediatamente anterior. Es 
del tipo horno escalonado (inglés:Climbing Kiln) de mayor envergadura. 
Introducido en Japón a finales del siglo XVI en el norte de Kyūshū por alfareros coreanos,
más concretamente en el distrito de Kishidake, del pueblo de Hata, en la prefectura de Saga.
El señor Hata del partido Matsuura, construyó un horno escalonado multicámara de bambú (inglés: Waritake Kiln),
e inició así el cocido de la antigua cerámica de Karatsu, una de las más valoradas en la ceremonia del té japonesa. 

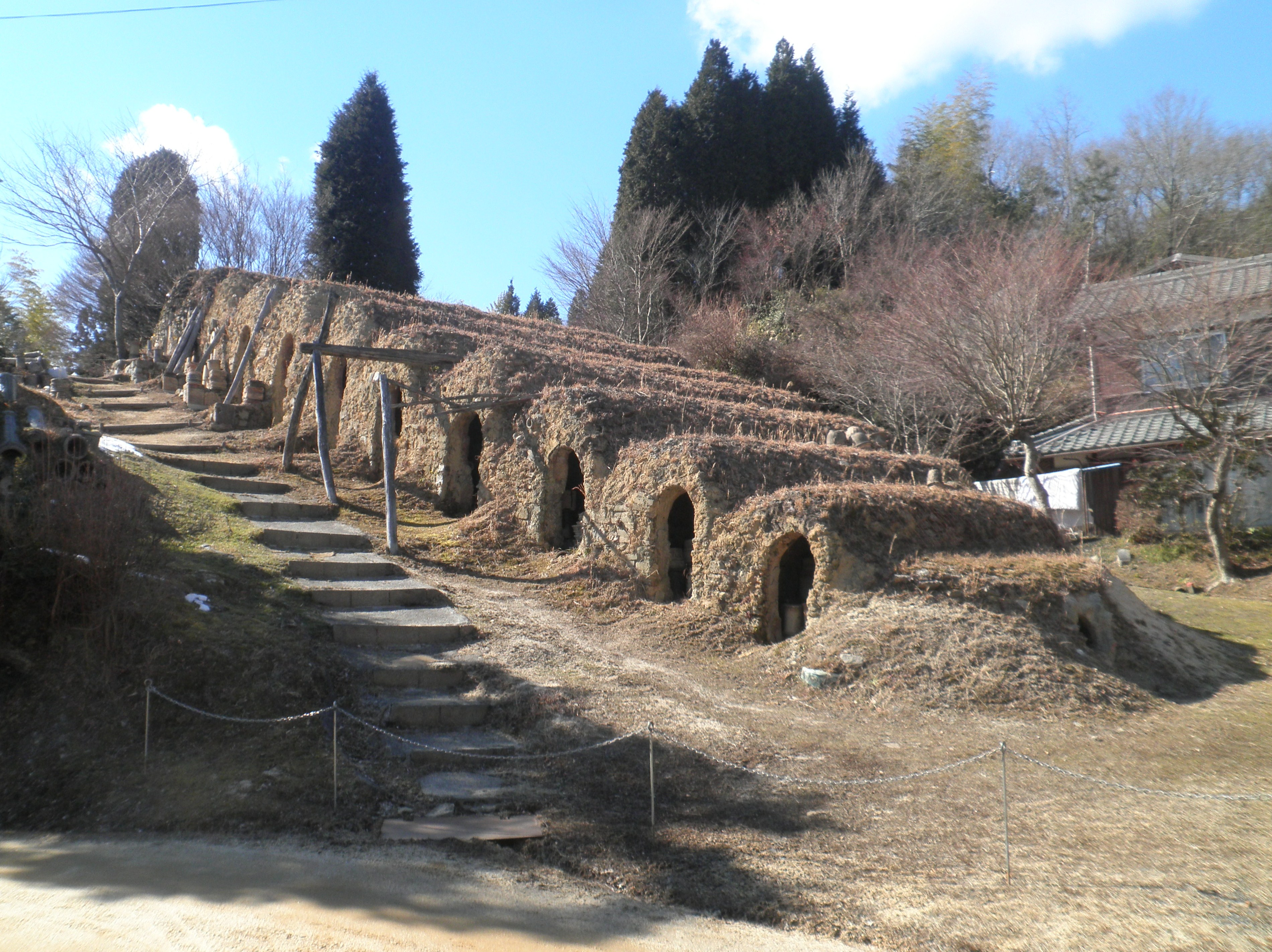
Horno escalonado en Shigaraki

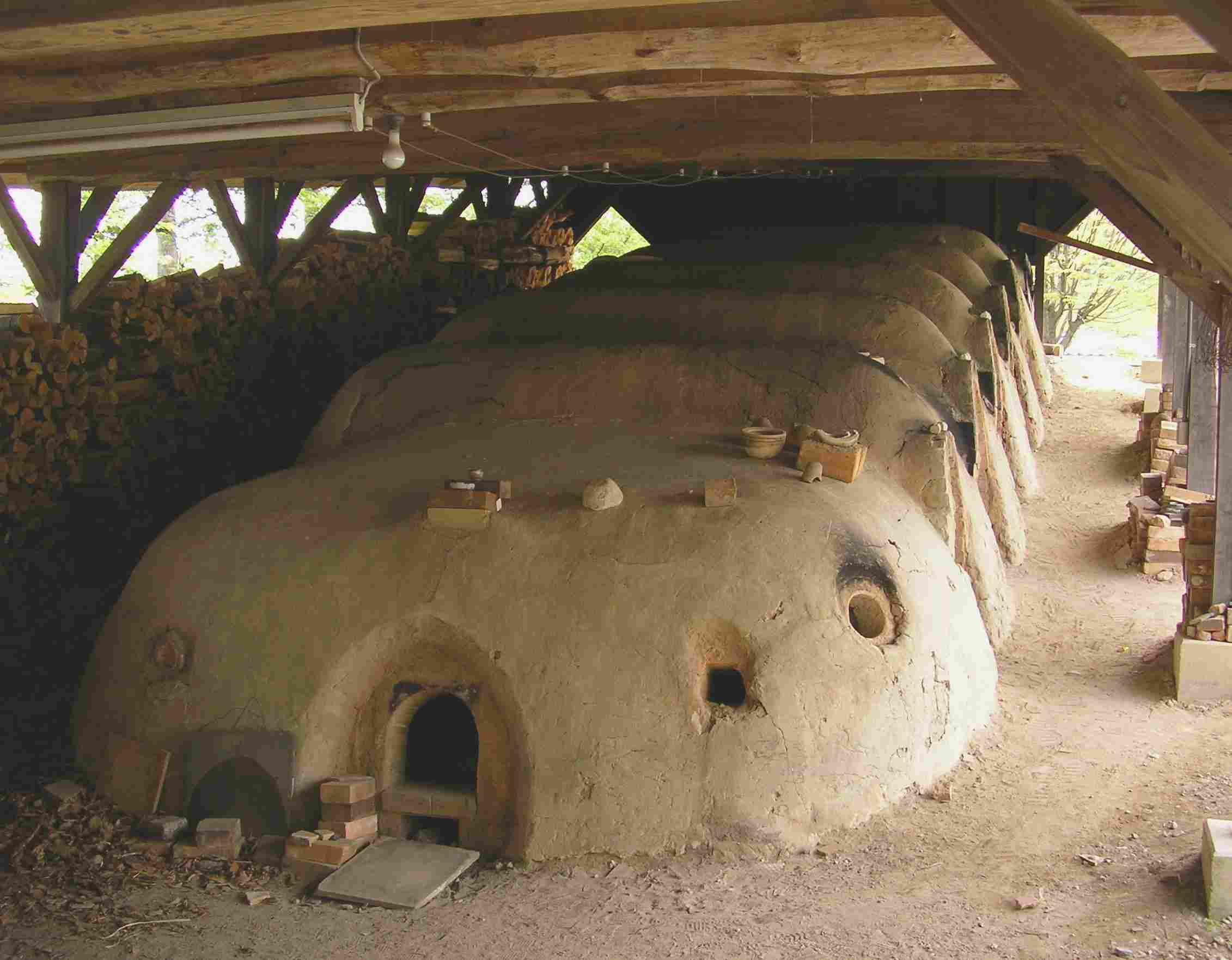
Horno escalonado Mashiko

## Inicios del horno escalonado multicámara

### Horno escalonado multicámara de bambú
Es un horno con las paredes laterales rectas y una cámara principal dividida interiormente en varias subcámaras de cocción escalonadas y separadas una de otras por paredes abiertas en su parte inferior que con columnas hechas con pilares envueltos en arcilla o con piedras talladas apiladas formando columnas, dejan unos orificios para que pase la temperatura de la cámara inferior a las demás en dirección ascendente.
Los orificios entre subcámaras, que pueden ser horizontales o inclinados, son un mecanismo para pasar la alta temperatura del gas utilizado para la cocción, y una característica de este tipo de horno es que hay poco desnivel entre subcámaras pero la zanja habilitada después de cada orificio es poco profunda y muy marcada.  
Este tipo de horno tuvo su inicio en el distrito de Hishidake, pero también se construyeron esporádicamente en las proximidades
de la actual ciudad japonesa de Imari en la prefectura de Saga. Con una longitud de 10 a 20 metros y unas 10 cámaras, era un horno de pequeñas dimensiones.
Por otro lado, tenemos el horno Motoyashiki de la Mino, que con solo la parte que ha perdurado hasta la actualidad, tiene una longitud
de 24,7 metros y se estima tenía al menos 14 cámaras de cocción.

## Inicio de la producción de porcelana en Japón
A finales del siglo XVI, cuando tuvo lugar la Invasión japonesa de Corea, el señor Nabejima introdujo la técnica de la porcelana y la técnica de la construcción de los hornos con los artesanos coreanos que había traído a Japón. Al tercer año de la Guerra de Bunroku (1594) el señor Hata fue destituido de su rango y el horno en el distrito de Kishidake dejó de utilizarse.
Se considera que la primera porcelana que se fabricó en Japón fue la porcelana de Imari de Arita en Hizen, en el año 1610. Sin embargo, la creencia convencional data su inicio en el año 1616 sobre la base de un escrito del artesano Ri Sampei o Yi Sam-pyeong, nombre japonés Kanagae Sambee (金ヶ江 三兵衛),  donde dice: "me trasladaron a Arita Sarayama en el año Hinoetatsu". Ri Sampei fue uno los artesano alfareros antepasado de la familia Kanagae, traídos a Japón por el señor Nabeshima. Sampei descubrió el lugar (Izumiyama) de donde extraer la piedra de porcelana caolín y construyó un horno de grandes dimensiones (unos 3.5 m de ancho, 53 m de longitud y 16 cámaras) en el valle de Shirakawa Tengu, al este de Arita, llevando con éxito por primera vez en el país la cocción de porcelana. Otra teoría sostiene que anteriormente a Kanagae Sambee, Ienagaiki Mamoru (家永壱岐守), construyó un horno en el valle de Tengu, en Arita, y fue el primero en cocer porcelana. 
Cabe destacar que según un estudio de Ōhashi Koji, del Museo de Cerámica de Kyūshū, los hornos para porcelana más antiguos de Arita eran el Tenjinmori (天神森窯) y el Komizo (小溝窯), en la parte este de Arita y que el año 1610 fue el año en que se inició la cocción de porcelana. Por una descripción en documentos antiguos datados el 1624, donde Nabeshima Tadashi (鍋島 忠茂) hace un pedido de un cuenco para té Imayaki de celadón (japonés: 青磁今焼茶碗 Seiji Imayaki-chawan), se conoce que la producción de porcelana había empezado con anterioridad.

## Diferencias entre los hornos de Hizen y los de Seto y Mino
El horno de tipo Waritake cayó en desuso en la década del 1630 tanto en Hizen, como en Seto y Mino, y fue reemplazado por un horno escalonado con cámaras de cocción en serie y de forma ovalada.
En el horno escalonado multicámara de Hizen, los orificios entre cámaras eran horizontales y de estructura consistente. Tenía una longitud total de 30 metros y 10 cámaras de cocción. Pero el horno descubierto en la ciudad de Hasami en el siglo XVIII, tenía una longitud superior a los 100 metros y más de 30 cámaras. Se cree que pudo alcanzar los 160 metros de longitud.  
En la segunda mitad del siglo XVII en Seto y Mino, como en el caso de las ruinas del horno Kamagane número 1 (窯ヶ根1号窯), teniendo en cuenta la ventaja de los grandes hornos del siglo XVI, del tipo llamado Tōen (倒炎式  Tōen-shiki), donde los gases de cocción circulaban verticalmente de arriba abajo con energía, se fabricaron hornos del tipo vertical, con altas cámaras de cocción. Ya en el siglo XIX en Seto con exclusión de los hornos de tipo circular (丸窯 Maru-gama),  todos fueron del tipo vertical. También el de tipo circular, detrás de los orificios que dejan pasar el gas de cocción, utilizaban una estructura de escudo, artilugio que permitía ascender verticalmente el gas, con el que obtenían un resultado parecido a los hornos de tipo vertical. 
- Datos: Q11639897